# Спрей (парусник)
«Спрей» (англ. Spray) — парусное судно (шлюп), на котором под этим названием было совершено первое одиночное кругосветное плавание.

## История
В 1892 году друг канадско-американского мореплавателя Джошуа Слокама капитан Эбен Пирс (Eben Pierce), предложил ему судно, которое нуждалось в ремонте. Слокам отправился в Фэрхейвен, штат Массачусетс, где увидел разрушающийся старый шлюп, ранее использовавшийся для ловли устриц, называвшийся «Spray». Капитально отремонтировав судно, на что ушло более года кропотливого труда и 553,62 долларов (эквивалентно 15 438 долларов в 2018 году), Слокам решил не изменять имя шлюпа.
24 апреля 1895 года Джошуа Слокам отправился на «Спрее» из Бостона в кругосветное плавание и более чем через три года — 27 июня 1898 года — вернулся в Ньюпорт, штат Род-Айленд, обогнув земной шар и пройдя в одиночном плавании более 46 тыс. миль (74 тыс. км). Его парусник стал в 1901 году экспонатом Панамериканской выставки. 14 ноября 1909 года Слокам решил совершить очередное путешествие на «Спрее», отойдя от острова Мартас-Винъярд и взяв курс на Южную Америку — с этого момента ни о нём, ни о его судне не было никаких вестей.
Существуют несколько копий «Спрея». Одна из них находится в городе Фьюмичино (Италия) и называется Berenice.